# 夜半歌声续集
《夜半歌聲續集》是一部於1941年上映的中國電影，本片是1937年電影《夜半歌聲》的續集，由馬徐維邦導演。